# Devis Mangia
Devis Mangia, né le 6 juin 1974 à Cernusco sul Naviglio, est un entraîneur de football italien et a été le sélectionneur des espoirs italiens.

## Biographie

### Les débuts
Après avoir joué dans les catégories d'enfants de Cernusco ed Enotria au poste de gardien de but, il poursuit des études en philosophie du droit.
Il commence très jeune comme entraîneur auprès des catégories d'enfants d'Enotria puis poursuit ce travail à Fiorenzuola, Meda et Varedo.
Il commence sa carrière d'entraîneur professionnel à l'AS Varèse, en 2004, alors en Eccellenza (sixième division italienne, équivalent de la Division d'Honneur française) à seulement 30 ans. En deux saisons il conduit le club en Serie C2. Il passe par la suite par Tritium avec qui il obtient une seconde place en Serie D. La saison suivante il prend les commandes de l'AS Ivrée et franchit un palier en dirigeant une équipe de Serie C1. Mais il connaît là son premier échec en étant renvoyé à 3 journées de la fin du championnat, l'équipe est reléguée en Serie C2 à l'issue de la saison. Il repart donc avec une nouvelle équipe en quatrième division, l'US Valenzana avec laquelle il termine 10e du championnat.
À la suite de ces deux saisons infructueuses, il repart pour l'AS Varèse où il est responsable de l'équipe de jeunes, la Primavera. Il atteint la finale du championnat où il est défait par les jeunes de l'AS Rome durant le temps additionnel (défaite 3 à 2).

### Palerme
Le 15 juin 2011, à la suite de cette excellente saison, Sean Sogliano, le directeur sportif de l'US Palerme, le recrute afin de diriger les jeunes de l'équipe sicilienne de Serie A.
Mais le 31 août 2011, coup de théâtre, le président palermitain Maurizio Zamparini réputé pour être impatient avec ses entraîneurs renvoie Stefano Pioli avant même le début du championnat et après seulement deux matches de Ligue Europa. Le président décide de recruter en interne et promeut Devis Mangia entraîneur de l'équipe première qui emmène avec lui son adjoint Onofrio Barone. Il devient ainsi le deuxième plus jeune entraîneur de Serie A après Vincenzo Montella à Catane, Mangia a douze jours de plus, et découvrira l'élite tout comme Giuseppe Sannino de l'AC Sienne.
Il annonce que son équipe évoluera en 4-4-2 et qu'elle tournera autour de Fabrizio Miccoli, alors que l'équipe évoluait en 4-5-1 les saisons précédentes. Zamparini le compare à Pep Guardiola et Arsène Wenger.
Le 11 septembre 2011, pour son premier match à la tête de Palerme, il réussit l'exploit de battre l'Inter Milan sur le score de 4 buts à 3 grâce à un doublé de Fabrizio Miccoli et des buts d'Abel Hernández et Mauricio Pinilla.
Le 4 novembre 2011, fort des bons résultats obtenus, 8e à l'issue de la 10e journée de championnat et meilleure équipe à domicile avec 12 points obtenus sur 12 possibles, Zamparini le prolonge jusqu'en 2013. Il était auparavant l'entraîneur le moins bien payé du Calcio avec 90 000 euros par mois, son contrat est désormais revalorisé à 300 000 euros mensuels. Le président des rosanero déclare à cette occasion :

« Il ne peut plus être considéré comme un entraîneur d'une équipe de primavera, mais comme un entraîneur de Serie A. »

— Maurizio Zamparini, le 4 novembre 2011.
Le 19 décembre 2011, malgré son bon début de saison, Zamparini le limoge à la suite de la défaite deux buts à rien dans le derby de Sicile face à Catane qui constitue la troisième défaite consécutive des Palermitains . Il est ainsi le trente-neuvième coach licencié par Zamparini  et le quatrième en moins d'un an. Zamparini justifie ensuite son limogeage en expliquant qu'il « craignait que l'équipe ne descende en Série B » car d'après lui Palerme était « une des pires équipes du moment. » Il ajoute également qu'il est conscient que Mangia a « beaucoup donné » mais qu'il est « encore en apprentissage » et qu'il a donc « commis quelques erreurs comme tous les jeunes gens », il tient en outre à souligner qu'il reste sûr que Mangia « deviendra un excellent coach. » Il est remplacé par Bortolo Mutti.

### Sélectionneur de l'Italie espoirs
Désormais libre, il est approché par le Vicenza Calcio, club de Serie B, et par l'Inter Milan afin de diriger son équipe de jeunes à la suite de la promotion d'Andrea Stramaccioni à la tête de l'équipe première.
Le 19 juillet 2012, Devis Mangia signe finalement avec la fédération italienne afin de devenir le nouveau sélectionneur des espoirs italiens, à la suite du départ de Ciro Ferrara à la Sampdoria. Il déclare au moment de sa signature vouloir s'inspirer du travail effectué par Cesare Prandelli à la tête de la sélection italienne A. Il mène l'Italie en finale de l'Euro espoirs 2013, où elle sera battue par l'Espagne.
Il décide de quitter ses fonctions en juillet 2013.

### Spezia Calcio
Le 16 décembre 2013, il s'engage avec le Spezia Calcio 1906 en Serie B.

### AS Bari
Il devient l'entraîneur de l'AS Bari pour la saison 2014-2015[réf. nécessaire]. Il est démis de ses fonctions en novembre 2014.

## Conférences de presse
Afin de se faire apprécier du public sicilien, ce qui est difficile étant donné son admiration pour l'ancien coach Delio Rossi, Devis Mangia n'hésite pas à faire des plaisanteries en conférence de presse :
- « On a battu l’Inter, Zamparini me laissera bien faire un autre match sur le banc. »
- « Qu’est ce qu’il a manqué à Bergame ? Une barque et des rames vu l’état du terrain. »
- « Comment arrêter Cissé et Klose ? Le plus simple serait de les ligoter dans le vestiaire avant le match. »
- « J’étais tellement impressionné par l’Olimpico que j’ai demandé au médecin de se tenir à côté de moi avec le défibrillateur. »
- « Est-ce qu’Iličič est comparable à Ibrahimović ? Oui, le c final est le même. »

## Caractéristiques techniques
Devis Mangia est un adepte du 4-4-2 avec un jeu offensif, fluide et dynamique basé principalement sur la possession de balle et sur des passes courtes au sol.

## Palmarès

### En club
Tritium Calcio
- Serie D
  - Vice-champion : 2008.

 AS Varèse
- Championnat Primavera
  - Finaliste : 2011.

 CSU Craiova
- Coupe de Roumanie
  - Vainqueur : 2018.

- Supercoupe de Roumanie
  - Finaliste : 2018.

### En sélection nationale
Italie espoirs
- Euro espoirs
  - Finaliste : 2013.

## Source
- (it) Cet article est partiellement ou en totalité issu de l’article de Wikipédia en italien intitulé « Devis Mangia » (voir la liste des auteurs).